# Inteligência coletiva

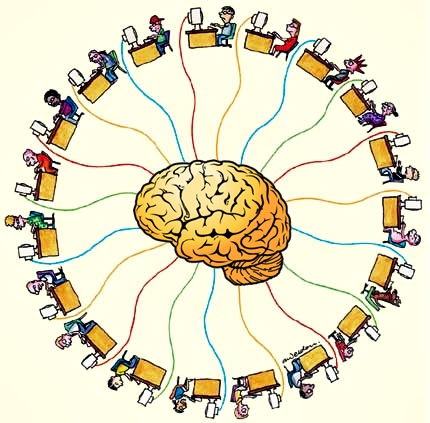
Contribuição dos indivíduos, em suas especificidades, à inteligência coletiva.

A inteligência coletiva é um conceito de um tipo de inteligência compartilhada que surge da colaboração de muitos indivíduos em suas diversidades. É uma inteligência distribuída por toda parte, na qual todo o saber está na humanidade, já que ninguém sabe tudo, porém todos sabem alguma coisa.
O termo aparece na sociobiologia, na ciência política e em contextos específicos como dinâmicas de  revisão paritária e aplicações de crowdsourcing. Essa definição mais ampla envolve processos como formação de consenso, capital social, tomada de decisão e capital intelectual. Diferentes ações, desde um partido político até um verbete na Wikipédia, podem ser descritas como uma forma de inteligência coletiva.
A noção de inteligência coletiva é referida como inteligência simbiótica por Norman Lee Johnson e como Sabedoria das Massas por James Surowiecki. O conceito é usado na área da sociologia, no mundo dos negócios, na ciência da computação, na ciência da informação e na comunicação de massa. Escritores que influenciaram a ideia de inteligência coletiva incluem Douglas Hofstadter (1979), Peter Russell (1983), Tom Atlee (1993), Pierre Lévy (1994), Howard Bloom (1995), Francis Heylighen (1995), Douglas Engelbart, Cliff Joslyn, Ron Dembo e Gottfried Mayer-Kress (2003).
Muitas vezes essa inteligência é desvalorizada pela humanidade, pois focam suas preocupações em outros aspectos, como o desperdício econômico ou ecológico, e acabam por dissipar esse recurso, recusando levá-lo em conta, desenvolvê-lo e empregá-lo. Por isso, a Inteligência Coletiva, como cita Pierre Lévy, também pode ser considerada uma inteligência incessantemente valorizada.

## Princípios
Para que o conceito de inteligência coletiva possa acontecer existem alguns princípios. É necessário primeiramente reconhecer que todo ser humano tem algum conhecimento, mas nenhum ser humano tem todo conhecimento sobre tudo. Além disso, é necessário compreender que cada indivíduo possuiu conhecimento em sua particularidades, ou seja, conhecimento não é ser inteligente de fato, e sim possuir experiências vividas ao longo da vida e que podem ser partilhadas.. Posteriormente é necessária uma partilha de ideias e de propriedade intelectual: estes recursos proporcionam mais benefícios acumulados através do momento que permite que outras pessoas compartilhem ideias e que obtenham melhoria significativa através da colaboração, tornando-se um processo de crescimento coletivo. Assim, através de todo conhecimento interligado, toda a humanidade passa a estar interligada também. As tecnologias de comunicação são fundamentais para essa interligação.

## História
Em 1912, Émile Durkheim identificou a sociedade como a única fonte de pensamento lógico humano. Ele argumentou em "As Formas Elementares da Vida Religiosa", após analisar tribos aborigenes, que a religião é uma representação coletiva  que se originam nas comunidades a partir de uma semiologia comum a todos, ou seja, só é possível a crença fiel à superioridades dos Deuses partindo de um consenso entre todos os credores.
Outros autores em torno no assunto são Vladimir Vernadsky, introduzindo o conceito de "noosfera" que discorre sobre a interferência no surgimento do conhecimento humano na biosfera. Ainda sobre a mesma vertente, para o filósofo francês Teilhard de Chardin assim como existe a atmosfera, responsável pelas questões físicas, há quem se responsabilize pelos mundos das ideias, no caso a noosfera.
Enquanto os autores anteriormente citados buscam aplicações táteis e estruturais, os filósofos Peter Russell, Elisabet Sahtouris, e Barbara Marx Hubbard são inspirados nas visões de uma noosfera de cunho ideológico; esta vertente garante à mente humana esboçar em seu sub-consciente um cenário da Noosfera, diferente do modelo relativamente "estático". Comprovações desta teoria apoiam-se nas confluências de pensamentos provenientes de diferentes pessoas mesmo estando isoladas ou distantes umas das outras. A noção mais recente tem sido examinada pelo filósofo Pierre Lévy.

## Pierre Lévy
Pierre Lévy (Tunísia, 1956) é um filósofo da informação que se ocupa em estudar as interações entre a sociedade e as novas tecnologias da informação e comunicação.  Lévy é mestre em História da Ciência, pela Universidade de Sorbonne, tem formação em Sociologia e Filosofia. É um pesquisador reconhecido e respeitado na área de cibernética, de inteligência artificial, da Internet e sua relação com a sociedade.
O autor aborda a questão da inteligência coletiva no sentido em que todos, em suas individualidades, possuem conhecimentos e inteligência. Porém o termo inteligência pode pra muitos gerar confusão na visão de Lévy; para o filósofo, inteligência se trata de todas as faculdades humanas constituídas no decorrer da vida de cada indivíduo, incluindo suas experiências, capacidade de perceber, lembrar, aprender, imaginar etc. Deste modo, Pierre Lévy estrutura sua tese partindo do princípio de que todo ser humano tem inteligência, e que desconsiderá-la ou subestimá-la se caracteriza como o maior ato de ignorância a ser praticado, fazer isto seria destruir a pessoa em sua integridade máxima.
Para Pierre Lévy ,a chamada” sociedade da informação” mostra-se como uma farsa, pois essa nova economia gira em torno de algo que não pode ser mecanizado, a produção do laço social. Para ele, a produção de bens de consumo deveria promover um enriquecimento humano através do aumento da competência dos indivíduos e grupos, do incentivo a sociabilidade e ao reconhecimento recíproco e da criação de diversidade. Nessa concepção que tem a atenção voltada para o humano é necessário que as instituições e organizações abandonem formas rígidas e hierárquicas para dar lugar a da cooperação ativa dos membros que a compõem, além de promover a capacidade de iniciativa. Isso só é possível através do desenvolvimento de uma subjetividade por cada um através do apelo para recursos emocionais e intelectuais dos indivíduos.
Segundo Lévy, a inteligência coletiva é:
| “ | [...] uma inteligência distribuída por toda parte, incessantemente valorizada, coordenada em tempo real, que resulta uma mobilização efetiva das competências [...] (LÉVY; pierre , A Inteligência Coletiva, 2007) | ” |

 Pois não há no mundo um centro monopolizador de toda a sabedoria já que todos possuem sabedoria dentro das suas peculiaridades. Neste momento, o autor realiza uma reflexão muito interessante em relação ao "filme" que passa na mente de cada ser humano segundos antes da morte. Segundo sua linha de pensamento, cada pessoa é um arquivo de experiência vividas, e este filme seria a última tentativa de sobreviver ao momento da morte recorrendo à experiência já vividas. Quanto à passagem "incessantemente valorizada", Pierre Lévy demonstra sua aversão a métodos de avaliação sistemática das qualidades da inteligência humana pois, deste modo, as diferentes formar de sabedoria se vêem reprimidas por um sistema impositor de normas e padrões realizados pelas pessoas ou instituições consagradas como "autoridades".
Pierre Lévy, quando diz que a inteligência coletiva deve ser "coordenada em tempo real"  dedica-se a estudar modos de interligar a humanidade visando uma interligação de todos os modos de sabedoria do mundo, compartilhando experiências, vivências, problemas e tudo mais ocorrido a cada indivíduo na humanidade. Assim, o filósofo afirma a importância fundamental da internet realizadora deste papel de conectar as pessoas de um para todos e não de um para um.
Enfim, afirma que a inteligência coletiva "resulta uma mobilização efetiva das competências". Também diz que a inteligência coletiva tem o potencial de “explorar ao máximo todas as riquezas humanas existentes nas populações”. Em seu livro, ele sugere que já que é impossível uma única pessoa saber de tudo, o outro sempre tem algo a acrescentar e quanto mais pessoas integradas em uma rede de troca de saberes, melhor.
Pierre Lévy fala sobre o Espaço Antropológico, que em si, são planos de existência, freqüência, velocidades determinadas no espectro social. Um sistema de proximidade – espaço- próprio do mundo humano – antropológico- e portanto, dependendo das técnicas, do significados, da linguagem, da cultura, das conversações, das representações  e das emoções humanas.
Lévy apresenta os espaços antropológicos a partir de seis aspectos: identidade, semiótica, figura de espaço e tempo, instrumentos de navegação, objetos de conhecimentos e epistemologias. Expõe também, que existem quatro grandes espaços antropológicos sendo eles a Terra, em que se desenvolve a linguagem (comunicação), as técnicas (invenções) e os laços sociais (clãs, tribos etc).  Afirma a identidade de um indivíduo se dá por diferentes formas, podendo ser pela sua participação no clã, pela aliança e/ou pela linhagem... Território, que pode  começar com uma simples domesticação de animais, pra depois expandir-se para o cultivo de lavouras, o que gera uma nova agricultura e, assim sendo, a comunidade que cresce, torna-se cidade, estado, o surgimento revolucionário da escrita que transforma todo o sistema de saber da sociedade. Para Lévy, a Terra sempre irrompe o meio do Território e reconstitui sua origem. Mercadorias, que é frisado pela rápida e evolutiva circulação do dinheiro; abrange vários membros dispersos no tempo, dentre eles o surgimento da moeda, do banco, dos mercados, intercâmbio etc. Apresenta o surgimento da imprensa como primeiro meio de comunicação de massa e dos tempos modernos se constitui a rede originária do espaço das Mercadorias. Esse espaço tem sua constituição finalizada com a implantação global do capitalismo. E por fim o espaço do Saber; esse espaço não existe literalmente, é no sentido etimológico, virtual, uma utopia que já está se fazendo presente, mas dissimulado, apresentando rizomas aqui e ali.
O saber não se trata, evidentemente, apenas do conhecimento científico, mas do conhecimento que qualifica a espécie homo sapiens. Sempre que um ser humano organiza ou reorganiza a sua relação consigo próprio, com o cosmo, envolve-se numa atividade de conhecimento, aprendizagem. O saber é coextensivo à vida. Assim o espaço do saber une-se a Terra. Não se trata aqui da autonomia do conhecimento científico em si, mas do espaço do viver-saber e da inteligência coletiva que poderia organizar a existência e a sociabilidade das comunidades humanas.

## Outras correntes e aplicações em diferentes campos
Howard Bloom tem discutido  o comportamento coletivo do nível de quarks (partículas que compõem os prótons, nêutrons e outras partículas pesadas) ao nível de planta, bactérias, animais e sociedades humanas. Ele destaca as adaptações biológicas que transformaram a maioria dos seres vivos da Terra em componentes do que chama de "uma máquina de aprendizagem". Em 1986, Bloom combinou os conceitos de apoptose, processamento paralelo distribuído à seleção de grupo, e do superorganismo para produzir uma teoria de como funciona a inteligência coletiva. Mais tarde, Bloom mostrou como a inteligência coletiva pode ser explicada nos termos das imagens geradas pela computação dos "complexos sistemas adaptativos" e os "algoritmos genéticos", nas competições das colônias bacterianas e nas sociedades humanas, conceitos pioneiramente explicados por John Holland. Bloom traçou a evolução da inteligência coletiva para nossos ancestrais bacterianos de 1 bilhão de anos atrás, e demonstrou como multi-espécies de inteligência tem trabalhado desde o início da vida..
David Skrbina cita o conceito de uma "mente grupal", como sendo derivado do conceito de Platão pampsiquismo (que a mente ou a consciência é onipresente e existe em toda a matéria). Ele desenvolve o conceito de uma "mente grupal" como articulada por Thomas Hobbes em "Leviatã" e usa os argumentos de Fechner para explicar uma consciência coletiva da humanidade defendida por Durkheim.Cita também Teilhard de Chardin como um pensador que desenvolveu as implicações filosóficas da mente grupal..
Tom Atlee se concentra principalmente em seres humanos e no trabalho para atualizar o que Howard Bloom chama de "o grupo QI".. Atlee sente que pode ser incentivada a inteligência coletiva para superar o “pensamento de grupo” a fim de permitir uma cooperação em um processo coletivo e ao mesmo tempo alcançar um desempenho intelectual aprimorado. George Pór diz que o fenômeno da Inteligência Coletiva pode ser definida como "a capacidade das comunidades humanas de evoluir para uma complexa ordem e harmonia, através de mecanismos de inovação, como diferenciação e integração, competição e colaboração". Atlee afirma ainda que "também envolve Inteligência Coletiva conseguir um único foco de atenção e padrão de métricas que fornecem um limite adequado de ação".
Tom Atlee reflete que embora os seres humanos tenham uma habilidade inata para reunir e analisar dados, eles são afetados por instituições de educação, culturais e sociais  Tom Atlee. Uma única pessoa tende a tomar decisões motivadas por auto-preservação. Além disso, os seres humanos carecem de fazer escolhas que consigam equilibrar inovação e realidade. Portanto, sem inteligência coletiva, os seres humanos podem se conduzir à extinção baseando-se em suas necessidades egoístas.
Phillip Brown e Hugh Lauder citam Bowles e Gintis (1976) quando argumentam que a inteligência é uma conquista e só pode ser permitida se desenvolvida para toda a sociedade. Por exemplo, antigamente, os grupos dos níveis mais baixos da sociedade eram severamente restringidos da agregação e partilha de inteligência. Isto porque as elites temem a inteligência coletiva que poderia convencer o povo a se rebelar. Se não houver essa capacidade de propagar a Inteligência Coletiva, não haverá infra-estrutura para ser construída uma sociedade. Isso reflete como a inteligência coletiva pode ser poderosa se conseguir se desenvolver plenamente.

## A internet como inteligência coletiva
Novos meios de comunicação são frequentemente associados com a promoção e valorização da inteligência coletiva. A capacidade de novas mídias para armazenar e recuperar informações facilmente, principalmente em bases de dados e na Internet, permite que elas sejam compartilhadas sem dificuldade. Assim, através da interação com novas mídias, passam facilmente entre as fontes de conhecimento (Flew 2008), resultando em uma forma de inteligência coletiva. O uso de novas mídias interativas, como a Internet, promove esta distribuição de conhecimento entre os usuários.
Francis Heylighen, Valentin Turchin, e Gottfried Mayer-Kress estão entre aqueles que vêem a inteligência coletiva através da lente da informática e da cibernética. Nas suas opiniões, a Internet permite que a inteligência coletiva em maior escala facilite o aparecimento de um cérebro global.
Pierre Levy alega que os meios de comunicação em geral possuem um alto potencial de produção, fixação, reprodutibilidade e transporte , mas ao desenvolverem tais características descontextualizam tais informações fazendo com que estas percam o seu potencial adaptativo de quando eram emitidos por pessoas. A internet representa uma oposição a esse modelo, pois não produz e difunde as mensagens apenas, e sim permite que o internauta possa interagir e modificar as informações. Com a utilização do recurso de Hipertexto, a informação está sempre em processo de reorganização e isso permite que as mensagens  no Ciberespaço sejam modificadas de acordo com as necessidades do contexto. Essas ferramentas de comunicação habilitam os seres humanos a interagir e compartilhar com velocidade e facilidade informações e conhecimentos. Segundo o autor a criação desse Ciberespaço possibilita que formas organizacionais baseadas na inteligência coletiva constituam-se.Com o desenvolvimento da Internet e a sua utilização globalizada, a oportunidade de contribuir para fóruns baseados na comunidade do conhecimento, como a Wikipédia, é maior do que nunca. Estas redes de computadores dão aos usuários a possibilidade de compartilhar conhecimento e também usufruir da base de dados através do acesso coletivo à rede. Neste contexto inteligência coletiva é muitas vezes confundida com o conhecimento compartilhado. O primeiro é o conhecimento que é geralmente disponível a todos os membros de uma comunidade, enquanto o segundo é a informação conhecida por todos os membros de uma comunidade.
Henry Jenkins, um teórico-chave das novas mídias e da teoria da convergência da mídia se baseia na inteligência coletiva, que pode ser atribuída a várias produtos de mídia atualmente. Ele critica a educação contemporânea por não incorporar tendências online de resolução de problemas coletivo em sala de aula. Jenkins afirma que a interação entre a comunidade, desenvolve habilidades vitais para os jovens e o trabalho em equipe através de comunidades contribui para o desenvolvimento de tais habilidades. A inteligência coletiva não é meramente uma contribuição quantitativa das informações de todas as culturas, é também qualitativa.

## Formas de inteligência coletiva na internet
A colaboração na Internet é uma forma de “inteligência coletiva”. Trata-se de um termo popularizado por Tim O'Reilly, fundador da O'Reilly Media e entusiasta de movimentos de apoio ao software livre e código livre, mas podemos considerar que esse conceito é anterior a este uso. A diferença é que nos dias atuais a Internet é usada como ferramenta para tornar mais ágil este tipo de Inteligência Coletiva e, por conta disso, o conceito ganhou novos contornos. Podemos identificar três formas de gerar Inteligência Coletiva:a Inconsciente,a Consciente e a Plena.
Na Inteligência Coletiva Inconsciente o usuário contribui com informações mesmo sem saber, pelo simples ato de navegar, ou seja, seu “rastro”. Nessa categoria, podem ser considerados cliques em links ,figuras, preenchimento de formulários, etc. Essas informações são registradas pelos servidores e softwares que irão reunir os dados e fornecer determinadas informações e padrões.
| “ | [...] cada clique com o mouse ou o teclado é uma decisão, passível de ser registrada e aproveitada por determinado sistema que a organiza e permite que os outros se beneficiem do rastro deixado por quem veio antes. Desta forma, um usuário pode saber qual o livro mais vendido numa livraria. Ou, no caso de um blog, qual dos artigos publicados foi mais lido ou comentado, criando um critério de relevância, que acelera a decisão do visitante [...] (CAVALCANTI; NEPOMUCENO, 2007, p. 36) | ” |

A Inteligência Coletiva Consciente é uma modalidade reservada a alguns grupos, onde é necessário o esforço dos membros para sua efetiva concretização. O desenvolvimento do Linux e de outros “softwares livres” e o empenho de usuários nas listas e fóruns de discussões em resolver determinado problema, podem ser bons exemplos de inteligência coletiva consciente, onde os participantes sabem que estão desenvolvendo algo em prol de uma causa.
| “ | O exemplo mais significativo são as listas de discussão por temas específicos, que ajudam na organização, filtragem, avaliação, recuperação da informação para gerar conhecimento tanto para os que estão na comunidade quanto para os que virão. O desenvolvimento do Linux e de outros programas de software livre é a demonstração mais notória do poder desta modalidade, com listas focadas em um objetivo (no caso, o de elaborar um sistema) que há anos vêm trocando informações para gerar conhecimento em forma de softwares.(CAVALCANTI; NEPOMUCENO, 2007, p. 38) | ” |

Já a Inteligência Coletiva Plena é aquela que consegue unir em um mesmo ambiente as duas anteriores. .

### Produtos de mídia
Como defendido por Levy, o conceito de inteligência coletiva carrega a noção de horizontalidade. Todas as opiniões tem a possibilidade de circular e sofrer o mesmo processo de crítica. Isso cria uma noção de comunidade, onde a troca de informações é incentivada e o processo de de afinamento de conteúdo é intenso. Jenkins utiliza essas ideias e exemplifica por meio de universos digitais de intenso desenvolvimento de conteúdo colaborativo.
Um dos exemplos utilizados por Jenkins em seu livro Cultura da Convergência envolve o reality show Survivor e suas comunidades de fãs. O reality show é o correspondente de No Limite, programa exibido no Brasil. Nos Estados Unidos, houve muita discussão sobre Survivor nos ambientes virtuais, onde os fãs tentavam descobrir quem seriam os competidores, como seriam as locações e qual seria a ordem de saída dos jogadores. Pessoas de diversas partes do mundo esforçavam-se juntas para conseguir obter informações de diversas fontes e compartilharem conteúdo de forma democrática.
Jogos como The Sims Series e Second Life também podem servir de exemplo, pois são projetados para não serem lineares e dependem da inteligência coletiva para a expansão. As cidades se articulam de uma maneira harmônica e as pessoas trabalham coletivamente de acordo com as regras do jogo. Esse ambiente de interação constante e troca de informações é algo inerente ao conceito de inteligência coletiva.
Henry Jenkins propõe que as "trocas" culturais entre os novos produtores de jogos, empresas de mídia e os usuários finais marcam uma mudança fundamental na natureza da produção de mídia e consumo. O autor entende que quando nos envolvemos dessa forma com tais produtos de mídia, estamos produzindo juntamente com os produtores .
O site LinkedIn,também é um exemplo claro de Inteligência Coletiva, pois é uma rede que proporciona a colaboração de muitos tipos de usuários, pois disponibiliza uma coleção de dados de profissionais que se conectam de diversas formas: seja como um simples colega de trabalho, seja em uma relação cliente/fornecedor ou mesmo através de eventos. Essa rede tão bem articulada liga vários profissionais de diversas áreas e mostra suas qualidades, além de alguns projetos em que trabalharam. É possível, inclusive, obter informações e indicações sobre determinado trabalho realizado pelo respectivo profissional, através do LinkedIn. Empresas podem navegar por essa ferramenta em busca de profissionais gabaritados e competentes em determinado setor ou área de atuação.
Outro exemplo é o Google que utiliza-se da inteligência coletiva para o funcionamento de seu PageRank, um dos algoritmos responsáveis por atribuir um nível de popularidade a um site. Basicamente, o PageRank considera os links que apontam para um determinado site como votos. Dessa forma, um blogueiro, por exemplo, ao comentar uma determinada notícia publicada em um jornal e referenciá-la por meio de um link dá um voto para a página da notícia.
Quanto à Marcação Colaborativa, os usuários atribuem tags aos recursos compartilhados com outros usuários, o que dá origem a um tipo de organização de informação crowdsourcing, que a partir deste processo emerge. A estrutura de informação resultante pode ser visto como um reflexo do conhecimento coletivo (ou inteligência coletiva) de uma comunidade de usuários e é comumente chamado de "Folksonomia", e cujo processo pode ser capturado por modelos de marcação colaborativa.
Uma pesquisa recente, utilizando dados do site Delicious, demonstra que os sistemas de marcação de colaboração exibem uma forma de sistemas complexos (ou auto-organização) e dinâmicos. Embora não haja um controle central para restringir o vocabulário ou controlar as ações individuais, a distribuição de tags que descrevem diferentes recursos pode ser visto como uma forma de inteligência coletiva, emergindo das ações descentralizadas de uma comunidade de usuários.

## Críticas ao conceito de Inteligência Coletiva
Mesmo que o conceito de inteligência coletiva seja bem aceito e tenha aplicação em diversos campos, sofre algumas críticas. Um dos principais teóricos que desaprovam esse pensamento é Francisco Rüdiger. Ele argumenta que a junção de várias mentes numa só criaria uma "inteligência sem sujeito" . Acrescenta discorrendo que mesmo a estrutura possibilitando mais contato e interação, a tecnodemocracia pensada por Lévy sempre terá sistemas de controle, logo, essa "utopia realizável" deve ainda sofrer muitos questionamentos. O conceito de inteligência coletiva pretende ser o máximo horizontal e democrático, tentando realizar o desejo de William Gibson expressado em "O futuro já chegou. Só não está distribuído de forma equilibrada." 